# Obelisco de Las Piedras
El Obelisco de Las Piedras es un monumento que fue inaugurado el 25 de mayo de 1911 en homenaje al centenario de la batalla de Las Piedras. La obra fue realizada por el escultor Juan Manuel Ferrari.
Este monumento se encuentra ubicado en la ciudad de Las Piedras y conmemora una de las victorias más importantes del ejército de José Gervacio Artigas  ante las tropas españolas. El 18 de mayo de 1811 el ejército oriental venció a las  tropas españolas al mando de Posadas en la reconocida batalla de Las Piedras.
En el entorno del Obelisco se encuentra el Parque Artigas situado en el lugar donde habría ocurrido la emblemática batalla.
En el año 2007, por resolución municipal, el Obelisco pasó a estar protegido con medidas cautelares (Resolución Nº07/06939, IMC).

## El autor
Juan Manuel Ferrari nació en Montevideo en 1874 hijo del escultor italiano Juan Ferrari. Junto a este realizó sus primeros aprendizajes hasta que fue a Italia haciendo uso de una beca estatal. en el Rela Instituto de Bellas Artes de Roma estudió con Ettore Ferrari y Ercole Rosa y llegó a recibir un primer premio.
Además de escultura monumental, realizó obra de pequeño formato, como “Diógenes Hequet” y “El cafetero San Román”, que se destacan por el vibrante juego de luces generado por la textura irregular de sus superficies.
Entre sus obras más destacadas deben citarse Monumento a Juan Antonio Lavalleja inaugurada en Minas (1902, Monumento a la Batalla de Las Piedras, Monumento al Ejército Libertador del General San Martín, realizado por encargo del Gobierno de la Provincia de Mendoza. También realizó numerosos monumentos funerarios, bustos y retratos como por ejemplo "Diógenes Hequet", "El cafetero San Román", de pequeño formato.
Realiza sus obras con un modelado nervioso, en el que el papel de la luz es fundamental pues dinamiza la figura debido al tratamiento y modelado de las superficies.

## La inauguración
El mal tiempo jugó una mala pasada a los organizadores del festejo. un feroz temporal aguó la fiesta e incluso arruinó parte de lo que se tenía preparado como el arco de triunfo levantado con madera y yeso por Cantú y Lerena, en el inicio de la nueva avenida procesional. Esto obligó a que los actos principales se posterguen una semana. Finalmente, y luego de mucho esfuerzo y dificultades, se inauguró el monumento el 25 de mayo de 1911.

## Análisis de la obra
El monumento, de una altura total aproximada de 12 metros se alza mirando hacia el oeste, hacia el centro de la ciudad de Las Piedras, sobre una loma estratégicamente seleccionada, más por su espectacularidad visual que por su exactitud histórica respecto al sitio del combate. 
Es un mojón ineludible que termina la avenida trazada desde la planta urbana primitiva. Sobre una base rectangular de 9x12m  de granito rosa, Ferrari realizó una construcción maciza del mismo material, de plano oblongo y paredes curvas en los lados menores.
El elemento vertical elegido por Ferrari fue el obelisco, aguja de piedra que tiene su origen en el Egipto faraónico y que entró a Europa a través de Roma. A partir de la época romana los obeliscos de las grandes ciudades fueron adquiriendo un valor urbanístico distinto de la significación religiosa original, convirtiéndose en referentes visuales que rematan grandes ejes visuales. también fueron levantados obeliscos en Europa como monumentos funerarios, y es usual verlos en algunos cementerios.
Ferrari tomó esta forma siguiendo la antedicha tradición: como límite de un espacio urbano y probablemente como monumento fúnebre, recordatorio de los caídos en el combate. Al mismo tiempo, el escultor rescató la primitiva asociación con el culto solar, que dio origen a los obeliscos egipcios. 
Redundando la simbología solar de sus antecedentes más lejanos, el obelisco de Las Piedras tiene placas de bronce representando soles nacientes coronando las cuatro caras de su parte superior.
Merece ser tenido en cuenta el material usado (granito) que si bien también fue empleado en obeliscos egipcios , en este caso adquiere un valor representativo de la localidad, teniendo en cuenta que el Arroyo de Las Piedras recibió su nombre en tiempos coloniales, por la presencia  de bloques del mismo material, extraído desde el siglo XIX como material de construcción y para los adoquines de las calles de Montevideo y Buenos Aires.